# Kairat Almaty
Kairat Almaty (Kazachs Қайрат ФК Алматы, Qaırat Almaty) is een Kazachse voetbalclub uit Almaty.

## Geschiedenis

### Sovjet-Unie
De club werd opgericht in 1954 onder de naam FK Lokomotiv Alma-Ata (Russisch ФК Локомотив Алма-Ата), maar al in 1955 ging de club verder als FK Oerozjaj Alma-Ata (Russisch ФК Урожай Алма-Ата). Zoals veel clubs in de voormalige Sovjet-Unie zou dit niet de laatste naamswijziging zijn die de club zou ondergaan, want in 1956 duikt voor het eerst de naam FK Kairat Alma-Ata (Russisch ФК Кайрат Алма-Ата) op, nadat de club FK Kolchozsji zich bij de nieuwe club heeft aangesloten.
In 1960 promoveert de club voor het eerst naar de Sovjet Top Liga, de voetbaldivisie in de voormalige USSR; in 1963 bereikt de ploeg de halve finales van de strijd om de Sovjet-beker, maar is daarin niet opgewassen tegen FK Sjachtar Donetsk, dat in de verlenging met 1-2 wint. Dit is voor de val van de Sovjet-Unie de beste prestatie van een club uit de Kazachse SSR ooit, nog geheel afgezien van het feit dat FK Kairat Alma-Ata de enige club uit de republiek was die erin slaagde om de Sovjet Top Liga te bereiken. In 1965 degradeert de club echter weer, maar keert een jaar later weer terug op het hoogste niveau. In 1970 moet de club weer één jaar lang in de eerste divisie spelen. In 1971, als de club weer present is in de Top Liga, wint ze haar (tot nu toe) enige internationale prijs: in de Spoorwegcup (een bekercompetitie voor clubs uit bij de Comecon aangesloten landen) verslaat FK Kairat Alma-Ata achtereenvolgens Lokomotiva Košice, Slavia Sofia en (in de finale) Rapid Boekarest. In 1974 volgt echter de derde degradatie; twee jaar later, in 1976, wordt de club kampioen van de Perwaja Liga en keert terug naar de eliteklasse; het verblijf op het hoogste niveau duurt ditmaal zes jaar, maar in 1982 moet de club weer stapje terug doen;in 1983 wordt de tweede titel in de Perwaja Liga gevierd en van 1984 tot en met 1988 doet de club weer mee in de Sovjet Top Liga en bereikt in 1986 de hoogte positie ooit: de 7de plaats; de laatste drie jaar in het bestaan van de Sovjet-Unie brengt de club in de relatieve anonimiteit van de eerste divisie door.
Op de all-time ranglijst van de voormalige Sovjet-Russische "eredivisie" neemt FK Kairat Alma-Ata met 686 punten uit 780 wedstrijden de 14de plaats in. In 1977 is Seilda Baisjakov van FK Kairat Alma-Ata als eerste Kazachse speler geselecteerd voor het nationale team van de Sovjet-Unie; in 1989 wordt Kairat-aanvaller Evstafij Pehlevanidi de eerste Kazachse voetballer die een contract in het buitenland tekent (bij het Griekse APO Levadiakos).

### Kazachstan
De deelnames aan de hoogste en een na hoogste Sovjet-divisies hebben de club een voorsprong bezorgd ten opzichte van de andere clubs uit de Kazachse SSR, zodat het niet verwonderlijk is dat Kairat Alma-Ata (zoals de club voorlopig in de nieuwe Kazachse spelling heet: Қайрат ФК Алма-Ата) na de onafhankelijkheid de eerste landskampioen en bekerwinnaar wordt. De ontwikkelingen in de nieuwe Centraal-Aziatische republieken staan echter niet stil, zodat de club in de jaren daarna afglijdt. In 1994 krijgt de - dan nog - hoofdstad van het land een Kazachse naam: Almaty, dus de club heet vanaf dan FC Kairat Almaty (Kazachs Қайрат ФК Алматы). Hoewel de ploeg in 1997 nog als derde in de Premjer-Liga (Kazachstan) eindigt en de beker wint, geeft de plaatselijke politiek voor het seizoen 1998 de voorkeur aan CSKA Almatı FK, dat voor de gelegenheid uitgedost wordt met de naam CSKA-Kairat Almaty. Kairat Almaty krijgt vanaf 1998 de naam SOPFK Kairat Almaty (Kazachs СОПФК Қайрат Алматы) en in datzelfde jaar dwingt de club onmiddellijke promotie af door op de tweede plaats van de Pervoj-Liga te eindigden, zodat nu beide ploegen in de hoogste klasse vertegenwoordigd zijn. De bekerwinst levert Kairat Almaty in 1997/98 wel een startticket op voor het toernooi om de Aziatische beker voor bekerwinnaars. Daarin schakelt de ploeg in de eerste ronde het Tadzjiekse Vaxc Qurghonteppa uit, maar in de tweede ronde moet ze op doelsaldo het hoofd buigen voor de Turkmeense topclub Köpetdag Aşgabat. In 2000/01 mag de club voor de tweede en laatste maal deelnemen aan de Aziatische beker voor bekerwinnaars; in de eerste ronde schakelt men weer een Tadzjiekse club uit: Regar-TadAZ Tursunzoda. In de tweede ronde stuit de ploeg wederom op een Turkmeense tegenstander: Nebitçi Balkanabat wordt aan de kant geschoven, maar in de kwartfinale blijkt het Iraanse Esteghlal FC een maatje te groot. In 2001 verandert de naam van de club weer eens in Kairat Almaty.
Omdat de Kazachse voetbalbond in 2002 de overstap maakte van de AFC naar de UEFA, mag de club in 2002 z'n debuut maken in de UEFA Cup. In 2004 wordt de club voor de tweede maal kampioen van Kazachstan. Ook de beker wordt meegenomen naar Almatı: de twee keer dat de club kampioen is geworden, pakt ze dus ook meteen de dubbel. Het seizoen daarna neemt de club voor het eerst deel - en voorlopig voor het laatst - aan de (voorrondes van de) Champions League; een jaar volgt weer een kortstondig optreden in de UEFA Cup.
Hoewel de club in 2008 10de werd, besloot het om financiële redenen om een jaar in de Pervoj-Liga te gaan spelen, maar in 2010 was de club weer present op het hoogste niveau.

## Erelijst
- Perwaja Liga (Sovjet-Unie)

Winnaar in 1970, 1983
- Spoorwegcup (Sovjet-Unie)

Winnaar in 1971
- Landskampioen van Kazachstan

in 1992, 2004, 2020, 2024
- Beker van Kazachstan

Winnaar in 1992, 1996, 2000, 2001, 2003, 2014, 2015, 2017, 2018, 2021
Finalist in 2004, 2005, 2016
- Supercup

Winnaar in 2016, 2017

## Historie in dePremjer-Liga
| Jaar | Competitie   | Prestatie                                                              | (Naam)              |
| ---- | ------------ | ---------------------------------------------------------------------- | ------------------- |
| 1992 | Topdivisie   | 1ste plaats in voorrondegroep A, 1ste in de kampioensgroep en kampioen | Kairat Alma-Ata     |
| 1993 | Topdivisie   | 2de plaats in voorrondegroep A, 11de in de kampioensgroep              | Kairat Alma-Ata     |
| 1994 | Topdivisie   | 11de plaats in de competitie                                           |                     |
| 1995 | Topdivisie   | 9de plaats in de competitie                                            |                     |
| 1996 | Topdivisie   | 6de plaats in de competitie                                            |                     |
| 1997 | Topdivisie   | 3de plaats in de competitie en uit de competitie genomen               |                     |
| 1998 | Topdivisie   |                                                                        |                     |
| 1999 | Topdivisie   | 3de plaats in de competitie                                            | SOPFK Kairat Almaty |
| 2000 | Topdivisie   | 4de plaats in de competitie                                            | SOPFK Kairat Almaty |
| 2001 | Topdivisie   | 5de plaats in de competitie                                            | SOPFK Kairat Almaty |
| 2002 | Superliga    | 9de plaats in de voorronde, 7de plaats in de eindronde                 |                     |
| 2003 | Superliga    | 7de plaats in de competitie                                            |                     |
| 2004 | Superliga    | 1ste plaats in de competitie en kampioen                               | Kairat Almaty QTJ   |
| 2005 | Superliga    | 3de plaats in de competitie                                            | Kairat Almaty QTJ   |
| 2006 | Superliga    | 7de plaats in de competitie                                            | Kairat Almaty QTJ   |
| 2007 | Superliga    | 10de plaats in de competitie                                           | Kairat Almaty QTJ   |
| 2008 | Premjer-Liga | 10de plaats in de competitie en vrijwillig gedegradeerd                |                     |
| 2009 | Premjer-Liga |                                                                        |                     |
| 2010 | Premjer-Liga | 10de plaats in de competitie                                           |                     |
| 2011 | Premjer-Liga | 11de plaats in de competitie                                           |                     |
| 2012 | Premjer-Liga | 10de plaats in de competitie                                           |                     |
| 2013 | Premjer-Liga | 5e plaats in de competitie, 3e plaats in de kampioensgroep             |                     |
| 2014 | Premjer-Liga | 2e plaats in de competitie, 3e plaats in de kampioensgroep             |                     |
| 2015 | Premjer-Liga | 1e plaats in de competitie, 2e plaats in de kampioensgroep             |                     |
| 2016 | Premjer-Liga | 2e plaats in de competitie, 2e plaats in de kampioensgroep             |                     |
| 2017 | Premjer-Liga | 2e plaats in de competitie                                             |                     |
| 2018 | Premjer-Liga | 2e plaats in de competitie                                             |                     |
| 2019 | Premjer-Liga | 2e plaats in de competitie                                             |                     |
| 2020 | Premjer-Liga | 1e plaats in de competitie                                             |                     |

## Naamsveranderingen
Alle naamswijzigingen van de club op een rijtje:
| Jaar (Datum) | Nieuwe naam (Russisch: Nederlandse transcriptie) (Kazachs: Qaydar-transcriptie) | Nieuwe Russische naam (t/m 1991) | Nieuwe Kazachse naam (vanaf 1992) |
| ------------ | ------------------------------------------------------------------------------- | -------------------------------- | --------------------------------- |
| 1954         | FK Lokomotiv Alma-Ata                                                           | ФК Локомотив Алма-Ата            |                                   |
| 1955         | FK Oerozjai Alma-Ata                                                            | ФК Урожай Алма-Ата               |                                   |
| 1956         | FK Kairat Alma-Ata                                                              | ФК Кайрат Алма-Ата               |                                   |
| 1992         | Kairat FK Alma-Ata                                                              |                                  | Қайрат ФК Алма-Ата                |
| 1994         | Kairat FK Almaty                                                                |                                  | Қайрат ФК Алматы                  |
| 1998         | SOPFK Kairat Almaty                                                             |                                  | СОПФК Қайрат Алматы               |
| 2001         | Kairat FK Almaty                                                                |                                  | Қайрат ФК Алматы                  |
| 2004         | Kairat-Almaty QTJ                                                               |                                  | Қайрат-Алматы ҚТЖ                 |
| 2007         | kairat FK Almaty                                                                |                                  | Қайрат ФК Алматы                  |

## Qayrat FK Almatı in Azië
- 1 = 1e ronde
- 2 = 2e ronde
- KF = Kwartfinale

| Seizoen   | Competitie           | Ronde | Land                  | Club                   | Score    |
| --------- | -------------------- | ----- | --------------------- | ---------------------- | -------- |
| 1997/98   | AFC Cup Winners' Cup | 1     | Vlag van Tadzjikistan | Vaxc Qurghonteppa      | 3-0, 1-2 |
|           |                      | 2     | Vlag van Turkmenistan | Köpetdag Aşgabat       | 3-1, 0-2 |
| 2000/2001 | AFC Cup Winners' Cup | 1     | Vlag van Tadzjikistan | Regar-TadAZ Tursunzoda | 2-0, 1-1 |
|           |                      | 2     | Vlag van Turkmenistan | Nebitçi Balkanabat     | 3-1, 0-1 |
|           |                      | KF    | Vlag van Iran         | Esteghlal FC           | 0-0, 0-3 |

## In Europa
Kairat Almaty speelt sinds 2002 in diverse Europese competities. Hieronder staan de competities en in welke seizoenen de club deelnam:
- Champions League (3x)

2005/06, 2021/22, 2025/26
- Europa League (8x)

2014/15, 2015/16, 2016/17, 2017/18, 2018/19, 2019/20, 2020/21, 2021/22
- Conference League (2x)

2021/22, 2022/23
- UEFA Cup (2x)

2002/03, 2006/07

## Bekende (ex-)spelers
- Rinat Abdulin
- Burak Akyıldız
- () Seilda Baisjakov
- Ruslan Baltïev
- Dmïtrïy Byakov
- Andrej Arsjavin

- Momodou Ceesay
- Aleksej Jerjomenko
- Andrey Karpovïç
- David Loria
- () Joeri Sevidov

- Ľubomír Michalík
- Peter Neustädter
- Nikolaj Osjanin
- Jestafi Pechlevanidi
- Mark Švets

Aqtöbe ·
Astana ·
Atıraw ·
Elimai ·
Jeńis ·
Jetisu FK Taldıqorğan ·
Kairat ·
Oqjetpes FK Kökşetaw ·
Ordabası ·
Qaysar FK Qızılorda ·
Qyzyl-Jar ·
Tobyl ·
Turan FK ·
Ulıtaw FK Jezqazğan
1992 · 1993 · 1994 · 1995 · 1996 · 1997 · 1998 · 1999 · 2000 · 2001 · 2002 · 2003 · 2004 · 2005 · 2006 · 2007 · 2008 · 2009 · 2010 · 2011 · 2012 · 2013 · 2014 · 2015 · 2016 · 2017 · 2018 · 2019 · 2020 · 2021 · 2022
Premjer-Liga · 
birinşi lïgası ·
Beker van Kazachstan · 
Supercup van Kazachstan

Kazachse deelnemers aan de AFC-toernooien · 
Kazachse deelnemers aan de UEFA-toernooien

Kazachse voetbalbond · 
Kazachs voetbalelftal